# Hércules Gaditano F.C.
El Club Deportivo Hércules Gaditano fue un equipo de fútbol de Cádiz fundado en 1927 como Hércules Gadex Football Club y desaparecido en 1953. Su lema deportivo era "Voluntad y Entusiasmo".
En su origen el equipo viene formado por un grupo de amigos que se reúnen los fines de semana para jugar al fútbol en algunos de los descampados de Cádiz, siempre a la sombra del Español F.C. de Cádiz, entonces el primer equipo de la ciudad. El equipo va asentándose y el 5 de agosto de 1929 es inscrito en el registro Civil de Cádiz como Sociedad Recreativa con el nombre de Hércules Gadex F.C. (en estos primeros años utiliza indistintamente los nombres de "Gades" o "Gaditano"), a nombre de Don Joaquín Russo.
Poco a poco se va convirtiendo en uno de los equipos más importantes de la ciudad y de la provincia gaditana y en la temporada 1931/32 participa en la Copa Cádiz (Copa Durán), quedando sub campeón de su grupo.
En 1932 absorbe a otro club local, el Iberia FC, pasando a llamarse Sociedad Recreativa Hércules Gadex.
En 1933 es parte activa en la constitución de la  Federación Gaditana de Fútbol, siendo representado en ella por Enrique Juliá.
Con la desaparición del Español FC, el Mirandilla FC se convierte en el primer equipo de la ciudad, y algunos jugadores herculinos, como Narváez pasan al Mirandilla.
En los años de la II República el Hércules Gaditano va perdiendo protagonismo, dejando de jugar partidos desde 1934 a 1936. Una de las peñas más populares de Cádiz, la Peña Morante, es quien se propone la reactivación del Club y en pleno auge del profesionalismo en el fútbol apuestan por un equipo completamente amateur. En 1936, el Mirandilla FC pasa a llamarse Cádiz FC, convirtiéndose el Hércules Gaditano en su equipo filial. Pese a ser equipo filial, el Hércules Gaditano mantiene su independencia como Club y su relación con el  Cádiz FC es solamente deportiva para beneficio de ambas entidades.
Durante la guerra civil el fútbol se paraliza y resulta muy complicado organizar partidos y encontrar jugadores para jugarlos.
Una vez acabada la contienda bélica, el Hércules Gaditano vuelve a la escena deportiva, consiguiendo el título de Campeón de Cádiz en 1941. Como filial del  Cádiz CF es un importante surtidor de jugadores canteranos, como Blandino, Chelete, Oliva, Añero, catano, Genil, Sanjuán o Lapuente.
En la temporada 1942/43 el Hércules Gaditano asciende a la primera categoría regional, coincidiendo con el descenso del Cádiz CF, primer equipo de la ciudad, a Tercera. La situación económica del Club es muy crítica y a solicitud del Presidente de la Federación Sur Antonio Calderón, se decide la unión de ambas sociedades, pasando el equipo a llamarse Hércules de Cádiz C.F. Pero los resultados no pueden ser más negativos, pues el equipo desciende a la categoría regional. Ante esta situación se decide disolver la fusión y que cada Club recupere su independencia, aunque el Hércules Gaditano se mantiene como equipo filial del Cádiz C.F. A la temporada siguiente el Cádiz C.F. recupera la categoría perdida al ascender a Tercera.
En los años 50 el Hércules Gaditano se federa y compite en la segunda categoría regional de la Federación Sur, coincidiendo en la temporada 1947/48 con el recién fundado Xerez CD. Su principal valedor deportivo es Juan Bejarano, un músico del Ejército, que realiza las funciones de entrenador y que estuvo ligado al Cádiz CF durante muchos años.
En los primeros años de la década de los 50 el Hércules Gaditano subsiste en la competición regional gracias a la ayuda económica del Cádiz C.F. En 1951 celebra su 25 aniversario con una fiesta y la proyección de una película de "Charlot". Pero la situación económica del Club es crítica y para dismunuir gastos la Junta Directiva del Cádiz C.F. presidida por José Ramón Cilleruelo, decide romper su relación con el equipo herculano. Nadie quiere la desaparición del Hércules Gaditano, pues es un equipo con mucho arraigo y cariño en la ciudad, pero sin la ayuda económica del Cádiz C.F. el Hércules gaditano no puede subsistir, pues ni siquiera tiene dinero para pagarse los desplazamientos. En esta tesitura, el Hércules Gaditano F.C. desaparece en 1953.